# Andrômeda XXIII
Andrômeda XXIII é uma galáxia anã esferoidal que está localizada na constelação de Andrômeda. Esta galáxia é um satélite da Galáxia de Andrômeda (M31). Andrômeda XXIII foi descoberta no ano de 2011.